# Under the Western Freeway
Albums de Grandaddy
Complex Party Come Along Theories
(1994) The Broken Down Comforter Collection
(1999)
Under the Western Freeway est le troisième album du groupe Grandaddy, mais le premier à avoir été sorti sur CD et distribué dans les réseaux traditionnels à grande échelle.

## Liste des titres
1. Nonphenomenal Lineage
2. A.M.180
3. Collective Dreamwish of Upperclass Elegance
4. Summer Here Kids
5. Laughing Stock
6. Under the Western Freeway
7. Everything Beautiful is Faraway
8. Poisoned at Hartsy Thai Food
9. Go Progress Chrome
10. Why Took your Advice
11. Lawn and So On